# Bohuslän
För andra betydelser, se Bohuslän (olika betydelser).
Bohuslän är Sveriges västligaste landskap och är beläget vid Skagerrak och norra delen av Kattegatt på västkusten.
Landskapet gränsar i norr och nordost till Norge och i öster till Dalsland och Västergötland. I söder går gränsen mot Västergötland på Hisingen i Göteborgs kommun. Det är känt för sitt fiske, salta bad och kala klippor. Bohuslän har 20 000 registrerade fornlämningar.

## Namnet

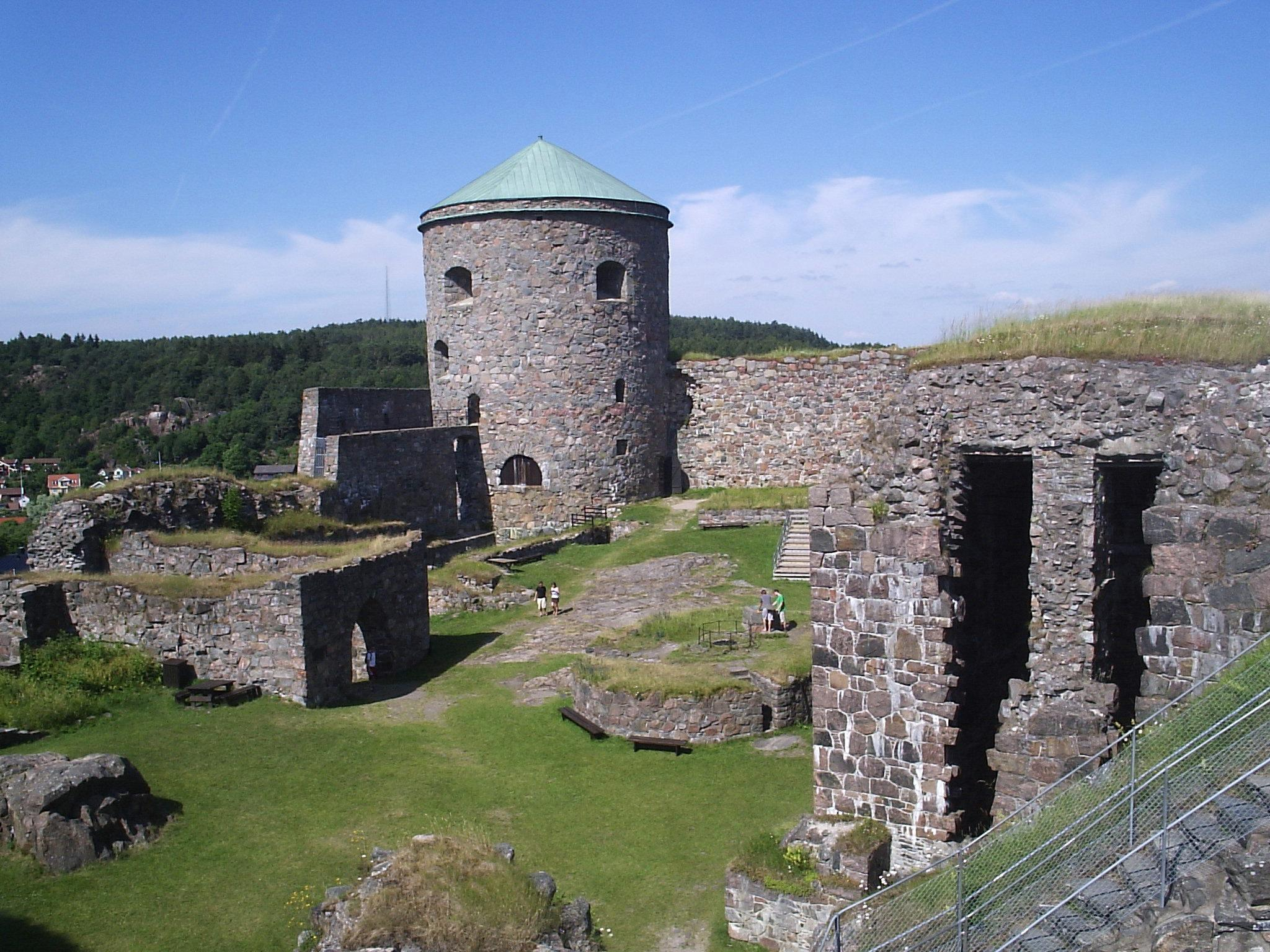
Bohus fästning som gett namn åt landskapet.

Landskapet är namngivet efter Bohus fästning, som i sin tur fått sitt namn efter den holme som den är uppförd på, Bágaholmr, nuvarande Fästningsholmen i Nordre älv utanför Kungälv. Förleden Bohus- (Baghahus 1319) i sin tur kan härledas till fornvästnordiskans bágr = hindrande, ligger i vägen, vansklig, motstridande, och avsåg Nordre älv, som utgjorde en besvärlig farled. Efterledet -hus betyder 'slott, fäste'. Ordet län kommer av att Bohuslän har varit ett förvaltningslän under Bohus slott. En annan framförd teori om ursprunget till förleden Bohus-, är att namnet kommer av strömmen i Nordre älv, söder om Fästningsholmen, som på 1200-talet kallades Bágastraumr. Innebörden är då det fornvästnordiska verbet bágha = flöda, flöda över, strömma. Län betydde för övrigt ”lån”. Ämbetsmännen lånade skatteintäkter från medborgarna för en senare inbetalning till staten.
Namnet Bohuslän började användas på 1400-talet och avsåg till en början endast södra delen av landskapet, som tidigare kallats Älvsyssel. Så småningom kom det också att omfatta landskapets norra del, Viken, det tidigare Ranrikesyssel. En norsk namnform är Båhuslen.

## Historia

### Tiden fram till den svenska erövringen
I islänningasagorna och fornaldarsagorna kallas Bohuslän tillsammans med Østfold för Alvhemmen. Den norske kungen Harald Hårfager erövrade området från Hrane den Götske, dess jarl som betalade skatt till svearna, och gjorde det till en del av det samlade norska riket, ca 870.
Digerdöden runt 1349 härjade Bohuslän svårt. Nära hälften av befolkningen dog och hälften av gårdarna ödelades. Dessutom var 1300- och 1400-talen periodvis mycket kyliga och befolkningstillväxten avstannade. Jordbruket återhämtade sig först under 1600-talet.
Efter Kalmarunionens upplösning ingick landskapet i kungariket Danmark-Norge. Vid freden i Roskilde 1658 avträddes Bohuslän till Sverige.

### Sillfisket

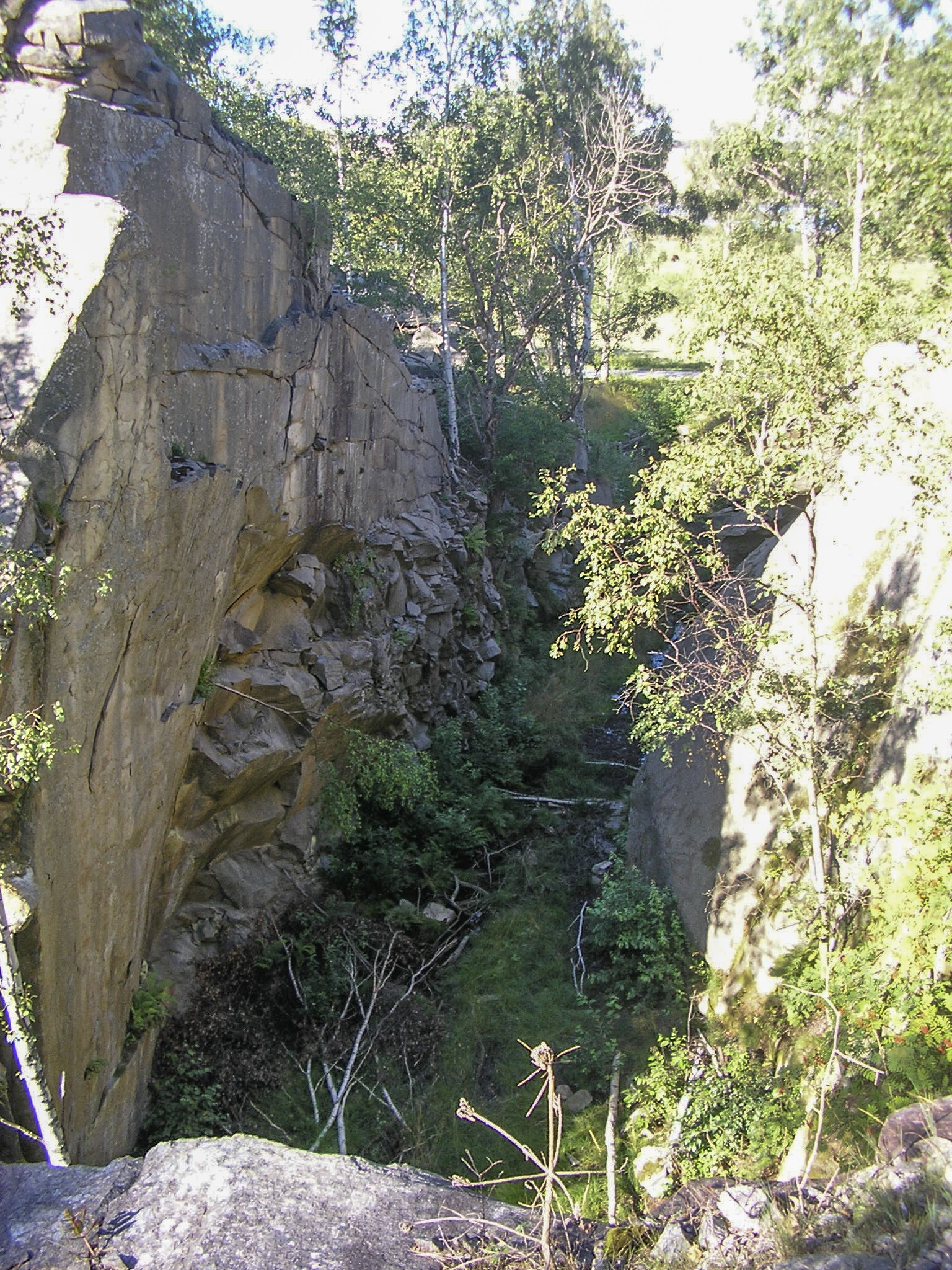
Övergiven del av Bohusläns forna stenindustri: ingång till granitbrottet i Ed.

Sillfisket har varit avgörande för Bohusläns historia. Åtta stora sillperioder i Bohuslän finns nedtecknade:
- Ca 970–1030 (60 år)
- 1175–1225 (50 år)
- 1420–1490 (70 år)
- 1556–1588 (32 år)
- 1660–1680 (20 år)
- 1747–1808 (61 år)
- 1878–1898 (20 år)

Under perioden 1556–1588 reglerade danske kungen Fredrik II fisket med skatter och tullar. Cirka 500 000–800 000 tunnor sill togs under dessa perioder upp per år under september–december.
Under 1700-talets senare del upplevde landskapet en blomstringsperiod tack vare den så kallade stora sillperioden (omkring 1747–1808). Många små fiskelägen växte till sig. Samtidigt förändrades naturen då en stor del av skogen höggs ner för att användas till byggnadsmaterial för bostäder och båtar samt som bränsle för fiskeindustrin. Kvar blev kala klippor som fortfarande ger landskapet dess karaktär. Stora delar av skogen i inlandet återplanterades i början av 1900-talet. Under 1800- och 1900-talet hade Bohuslän också en betydande stenindustri.

## Geografi

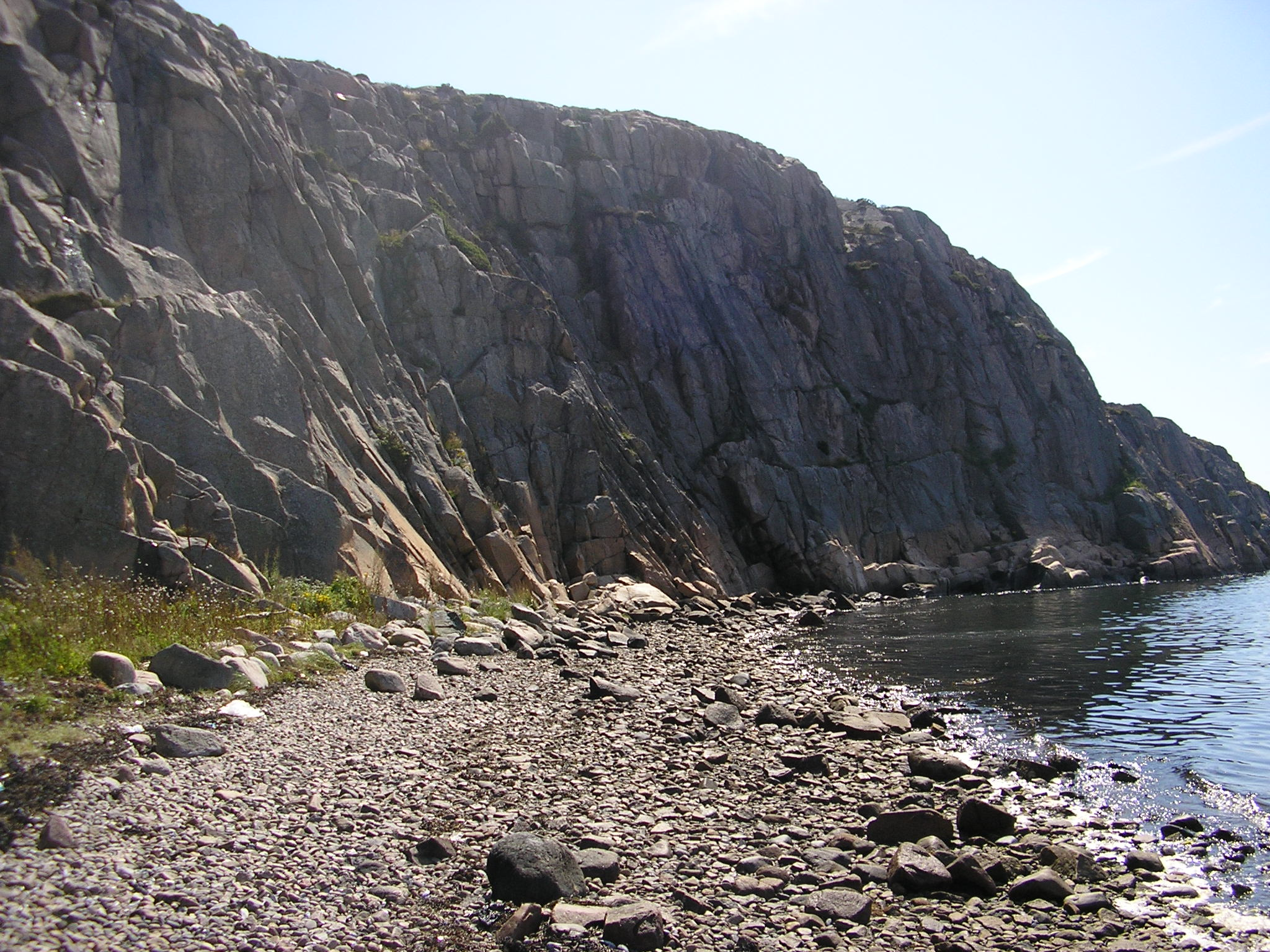
Bohusklippa i form av Urhultsberget.

Bohuslän gränsar i väster till Skagerrak och Kattegatt. I sydost bildar Göta älv gräns mot Västergötland och i norr gör Idefjorden detsamma mot Norge. Den norra delen av landskapet gränsar i öster mot Dalsland. Hisingen, i söder, är delad mellan Bohuslän och Västergötland.
Bohusläns största utsträckning i nordsydlig riktning är 157 kilometer och i östvästlig 53 kilometer. Landskapet är som smalast vid Saltkällefjorden där det endast är 4 kilometer brett. Det ligger i sin helhet inom Västra Götalands län och till största delen inom det tidigare Göteborgs och Bohus län.

### Topografi
Landskapet är relativt bergigt, särskilt de östra delarna. Trots detta är den högsta toppen, Björnerödspiggen, endast 222 meter över havet. 

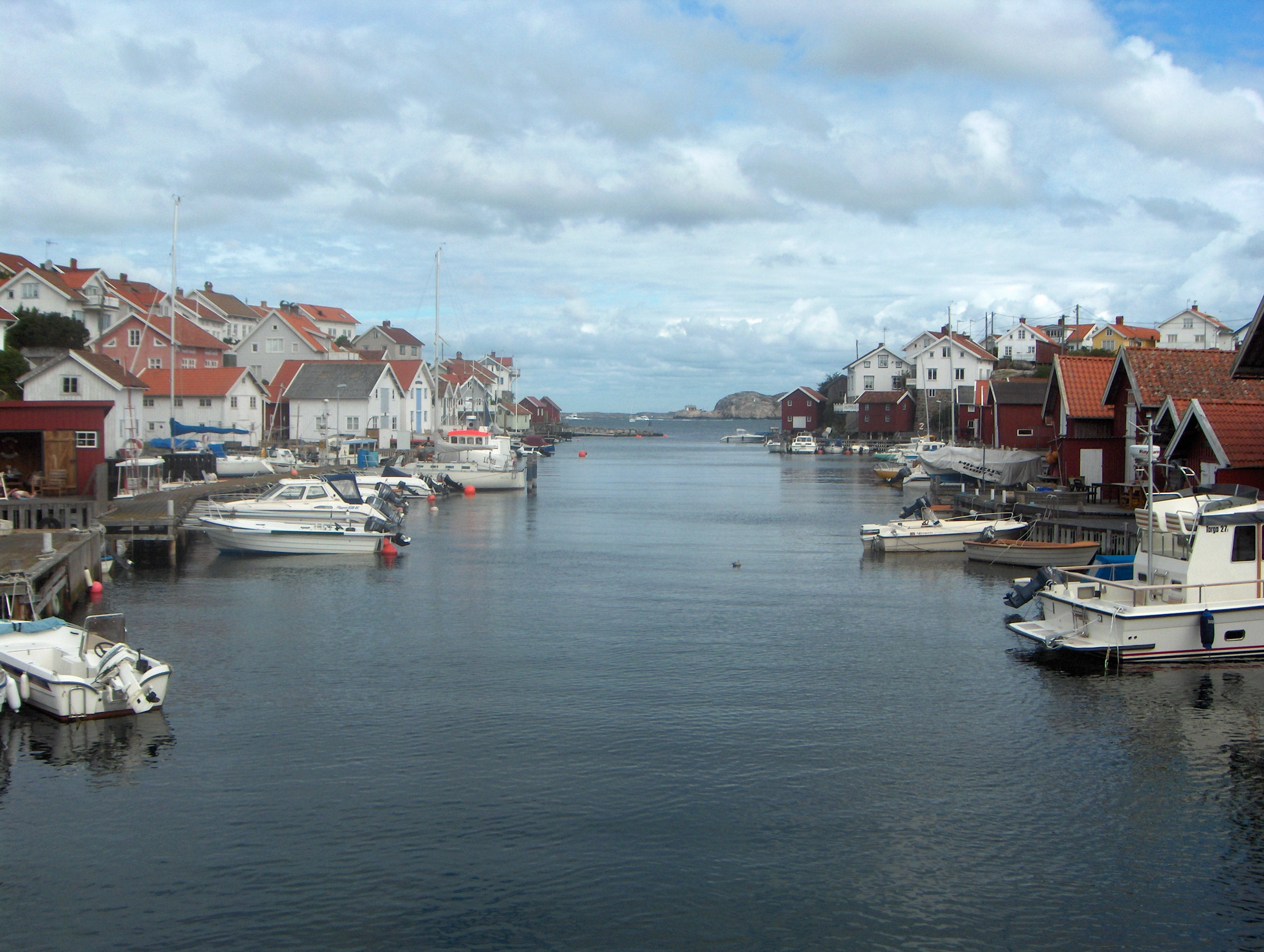
Gullholmen.

Bohusläns skärgård består av ett stort antal medelstora och mindre öar och skär, men även tre av Sveriges sex största öar ligger helt eller delvis inom landskapet: Orust, Tjörn och Hisingen. En lista över de större öarna:
| - Björkö - Brattön - Dyrön - Fjällsholmen - Flatön - Fotö - Grötö - Gullholmen - Hamburgö - Hisingen (delvis) - Hyppeln - Hållö - Hälsö - Härmanö | - Härön - Hönö - Instön - Kalvsund - Klåverön - Klädesholmen - Koster - Källö-Knippla - Käringön - Lilla Askerön - Lilla Brattön - Lyr - Lövön - Malmön (Bohus-Malmön) - Malö | - Marstrand - Musön - Nordön - Orust - Otterö - Risön - Rörö - Skaftölandet - Smögen - Stenungsön - Stora Askerön - Tjörn - Åstol - Älgön - Öckerö |

### Hydrografi
Det är ganska fattigt på större sjöar, den största är Öresjö (11 km²) som delvis ligger i Västergötland. Den största sjön helt inom landskapets gränser är Södra Bullaresjön på 10 km². Andra större sjöar är Kornsjöarna (på gränsen mot Dalsland), Kärnsjön, Norra Bullaresjön  och Stora Hällungen. Det största vattendraget är gränsfloden Göta älv som vid Kungälv delar sig och med sin övre gren, Nordre älv, rinner genom landskapet. Andra betydande vattendrag är Örekilsälven, Enningdalsälven och Kynne älv.

## Styre och politik

### Administrativ indelning

#### Indelningar före 1680
Under vikingatiden var Bohuslän en del av Viken, som innefattade kustområdena runt Oslofjorden och öster om Skagerrak. Landskapet var då indelat i Ranrike i norr och Älvsyssel i söder. Namnet Viken kom med tiden att användas som benämning för enbart Bohuslän, för att senare specifikt avse norra Bohuslän, som alternativ till Ranrike.
Tidigt fanns en indelning i 16 skeppsredor (norska skipreide), där en skeppsreda motsvarade 20 roddarbänkar. Detta som en del i beredskapen mot angrepp. Efter att Bohuslän blev svenskt ersattes skeppsredorna av härader med i stort sett samma gränser och namn.
Från omkring 1050 till 1658 var Bohuslän (norska Båhus fehirdsel, senare Båhus len) ett slottslän uppdelat på två sysslor till början av 1300-talet och därefter på en enhet Båhus fehirdsel, som tillhörde Oslos biskopsdöme.
Efter området övergick till Sverige 1658 styrdes provinsen av en guvernör, med Bohus fästning vid Kungälv som residens. Tillsammans med Göteborg och häradena Sävedal, Askim och Östra Hising bildade det Bohus län 1680, dock fortsatt till 1693 under Skånska generalguvernementet. Länet namnändrades till Göteborgs och Bohus län efter att residenset 1700 flyttades till Göteborg.

Härader och socknar i Bohuslän

#### Indelningar från 1680
Landskapet ingick före 1998 i Göteborgs och Bohus län som 1998 uppgick i Västra Götalands län. Socknarna i Inlands Torpe härad tillhörde mellan 1971 och 1998 Älvsborgs län.
Landskapets delar tillhörde från 1681 till 1842 Bohusläns lagsaga och därefter Västgöta, Dals och Bohusläns lagsaga tills Sveriges alla lagsagor avskaffades 31 december 1849. 
Området tillhör Göteborgs stift.

#### Härader och städer
- Bullaren
- Inlands Fräkne
- Inlands Nordre
- Inlands Södre
- Inlands Torpe
- Kville
- Lane
- Orusts västra
- Orusts östra
- Sotenäs
- Stångenäs
- Sörbygden
- Tanum
- Tjörn
- Tunge
- Vette
- Västra Hising

##### Städer

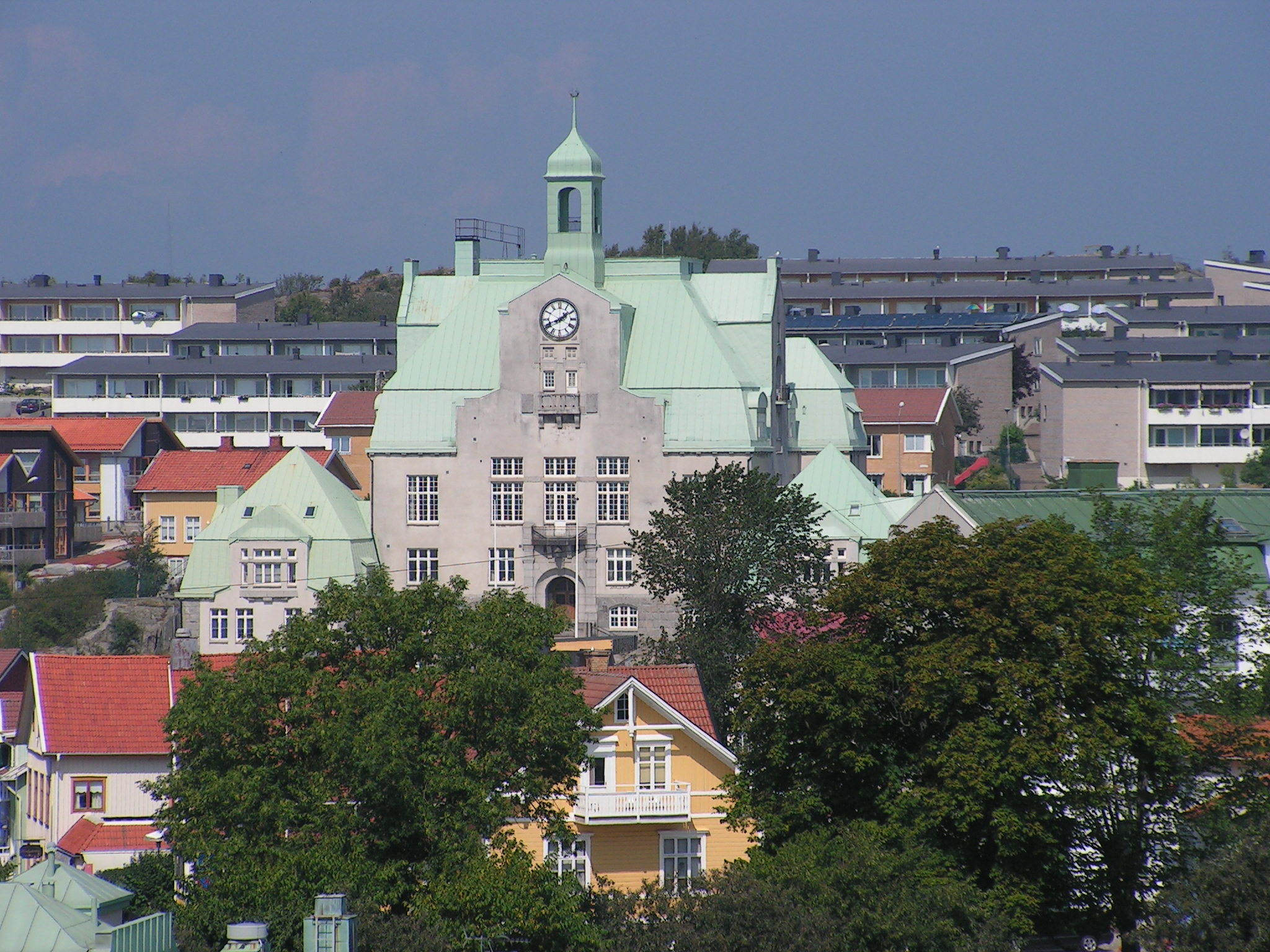
Strömstad fick sina stadsprivilegier en kort tid efter att Bohuslän blivit svenskt. Stadshuset är dock från tidigt 1900-tal.

Vid övergången till Sverige 1658 fanns i landskapet städerna Kungälv, Marstrand och Uddevalla. Strömstads stad fick, efter en kort tid som köping, stadsprivilegier 1676. Dessa städer inrättades som stadskommuner när 1862 års kommunalförordningar trädde i kraft. Lysekil, som inrättats som köping 1863 blev Lysekils stad 1903, den sista i landet med egen jurisdiktion. Genom inkorporeringar på Hisingen kom även delar av staden Göteborg att falla inom landskapet Bohuslän.
Flertalet av Bohusläns städer, liksom övriga svenska städer av mindre storlek, lades under landsrätt under första delen av 1900-talet: Kungälv (1928), Marstrand (1934), Lysekil (1937) och Strömstad (1943). Endast Uddevalla hade kvar sin rådhusrätt ända fram till 1971, då alla domstolar i Sverige blev tingsrätter.

#### Socknar, fögderier, domsagor, tingslag och tingsrätter
Se respektive härad.

#### Kommuner från 1952 till 1970
Städer (5 st): Kungälvs stad, Lysekils stad, Marstrands stad, Strömstads stad och Uddevalla stad.
Landskommuner (31 st): Bullarens landskommun, Forshälla landskommun, 
Hermansby landskommun, Inlands Torpe landskommun, Kode landskommun, Kville landskommun, Lane-Ryrs landskommun, Ljungskile landskommun, Morlanda landskommun, Munkedals landskommun, Myckleby landskommun, Romelanda landskommun, Råda landskommun, Skaftö landskommun, Skredsviks landskommun, Smögens landskommun, Stenungsunds landskommun, Stångenäs landskommun, Svarteborgs landskommun, Säve landskommun, Södra Sotenäs landskommun, Sörbygdens landskommun, Tanums landskommun, Tegneby landskommun, Tjärnö landskommun, Tjörns landskommun, Torslanda landskommun, Tossene landskommun, Vette landskommun, Ytterby landskommun och Öckerö landskommun.

#### Kommuner från 1971
Kommuner, räknat från norr till söder, är Strömstad, Tanum, Munkedal (delvis), Sotenäs, Lysekil, Uddevalla, Orust, Lilla Edet (delvis), Stenungsund, Tjörn, Kungälv, Göteborg (delvis) och Öckerö.

### Försvar

#### Landskapsregementet
Det moderna Bohusläns regemente bildades 1720 genom en sammanslagning av en skvadron av Riksänkedrottningens livregemente till häst och Bohusläns kavalleri och dragonregemente. Regementet övade och var förlagt till Backamo lägerplats mellan åren 1724-1913 då regementet flyttade in i nybyggda kaserner i Uddevalla där det var förlagt till dess nedläggning 1992. Regementets traditioner förs vidare av Bohusdalgruppen inom Hemvärnet som är grupperad vid Skredsviksbasen.

## Ekonomi och infrastruktur

### Infrastruktur

#### Transporter

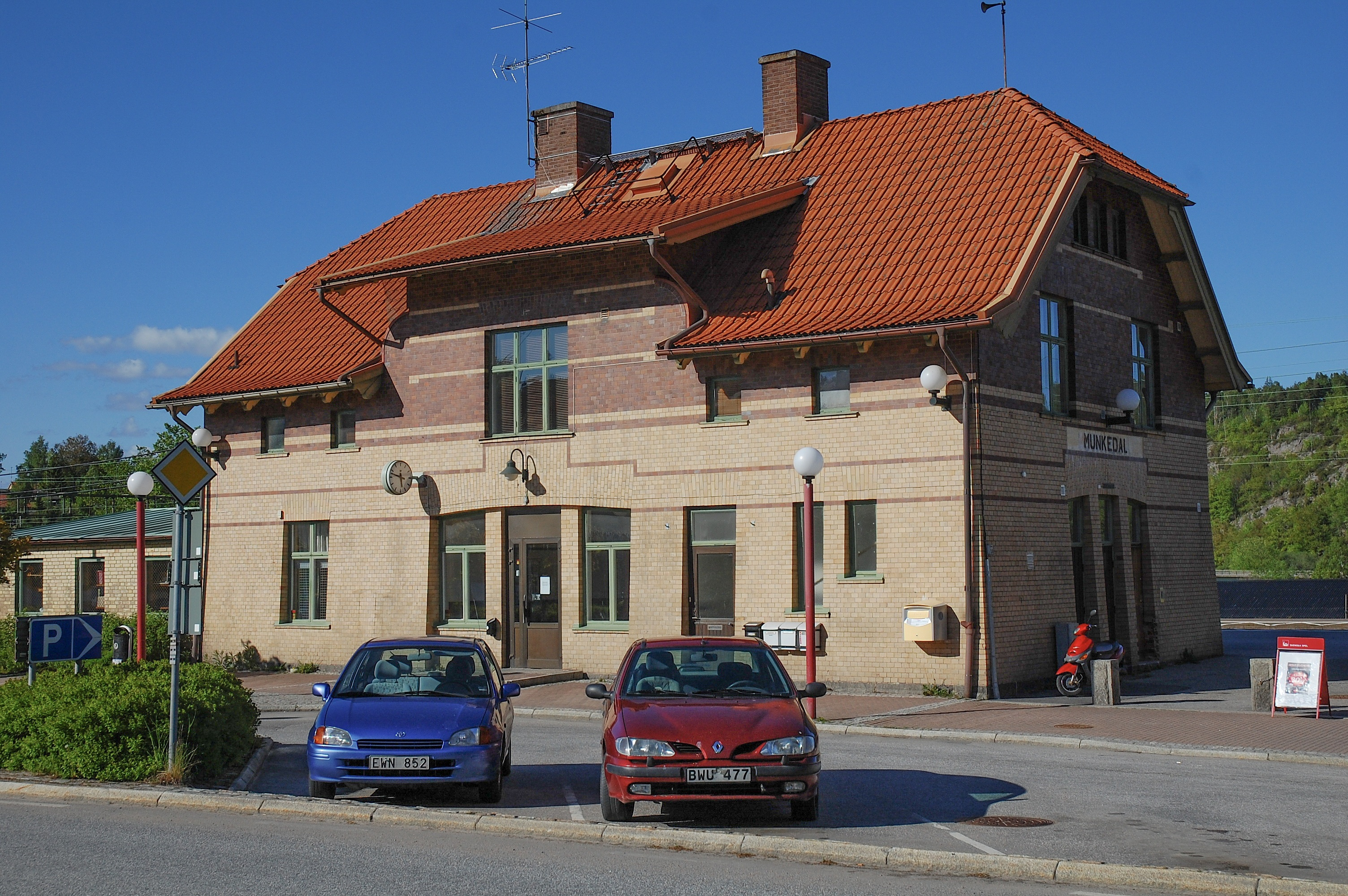
Munkedals station vid Bohusbanan. Stationshusen längs med banan byggdes samtidigt med järnvägen och är alla i samma stil.

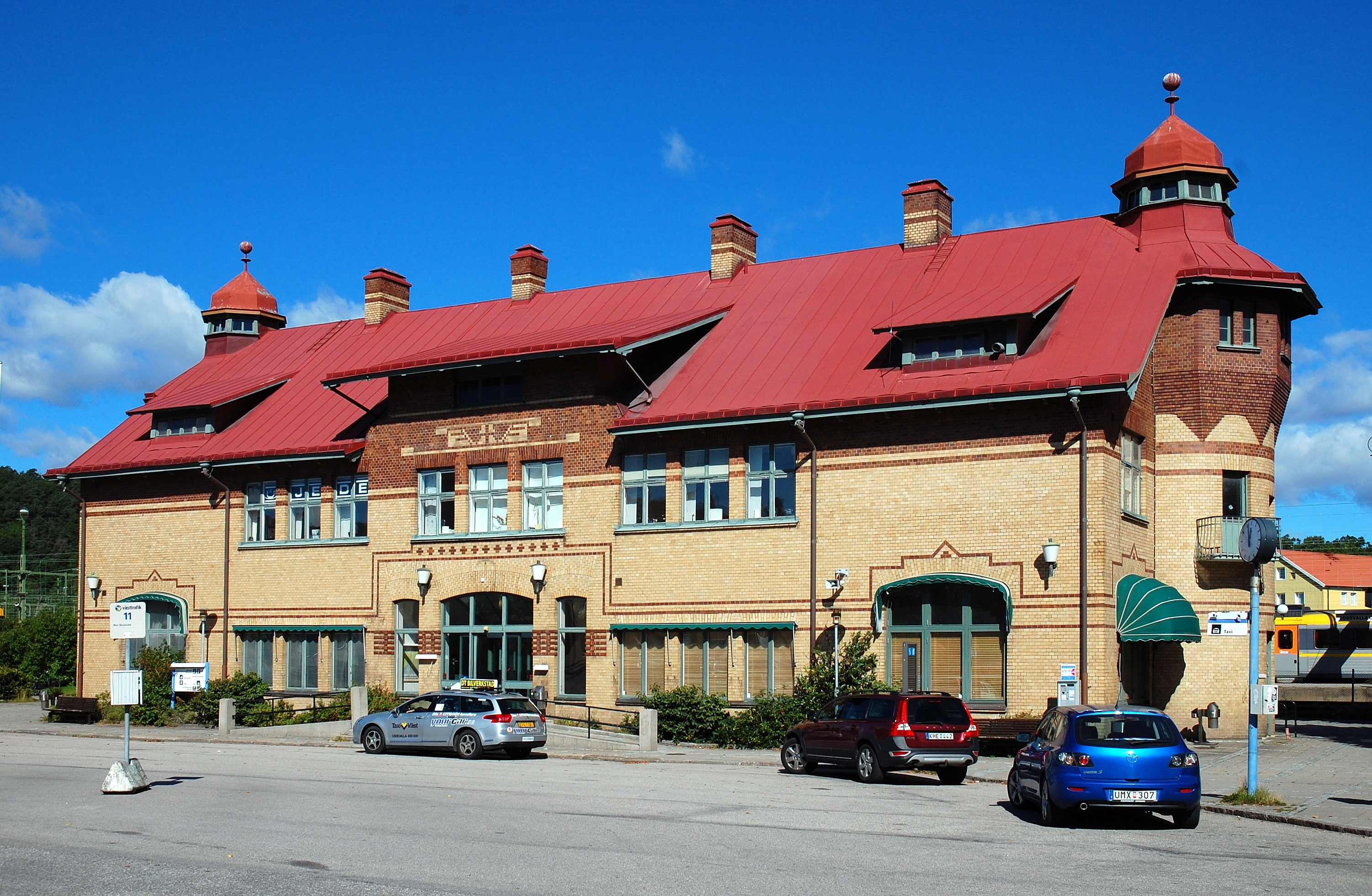
Uddevallas stationshus vid Bohusbanan

Bohuslän är jämfört med andra landskap relativt järnvägsfattigt, detta på grund av antikustprincipen. Planer på att bygga en stambana mellan Oslo och Köpenhamn genom Bohuslän, Halland och Skåne realiserades aldrig fullt ut men resulterade dels i Bohusbanan och dels i det som senare blev Västkustbanan. Vidare fanns det olika planer på att dra ned Inlandsbanan över Bergslagsbanan till antingen Lysekil eller Krossekärr väster om Grebbestad men dessa planer blev aldrig förverkligade.
- Bohusbanan som idag sträcker sig 180 km mellan Göteborg och Strömstad byggdes 1903-1909. Tvärt emot vad man skulle kunna tro var det den norra bandelen mellan Uddevalla och Skee som byggdes först. Skee-Strömstad byggdes som en privatbana men löstes in redan 1903 av staten och Statens Järnvägar (SJ). Senare byggdes den södra delen i olika etapper. Bohusbanan elektrifierades 1939 (Göteborg–Uddevalla) och 1950 (Uddevalla–Strömstad). Det var meningen att Bohusbanan skulle fortsätta in i Norge, från Skee till Halden men dessa planer lades ned i och med unionsupplösningen 1905.

- Lysekilsbanan. År 1913 var Lysekils Järnväg (LyJ) färdigbyggd. Den var en privatbana fram till 1939, och elektrifierades 1950. Banan är 35 km lång, utgår från Smedberg på Bohusbanan, och har sin ändstation i Lysekils hamn. Förr var den en viktig lokaljärnväg för resande och gods till och från Uddevalla och hamnen i Lysekil, idag är den enbart en godsjärnväg på vilken det går vagnuttagningar. Lysekilsbanan är landets brantaste järnväg med en stigning på 25 promille den sista biten från Sämstad fram till Lysekil.

- Munkedals Järnväg byggdes innan Bohusbanan år 1895, då som en 600 mm smalspårsbana. Denna järnväg byggdes av Munkedals bruk och gick från bruket till hamnen inne i Saltkällefjorden. Banan breddades till normalspår på 1950-talet och idag trafikeras den av en museijärnvägsförening som har återställt 2,5 km smalspår.[8]

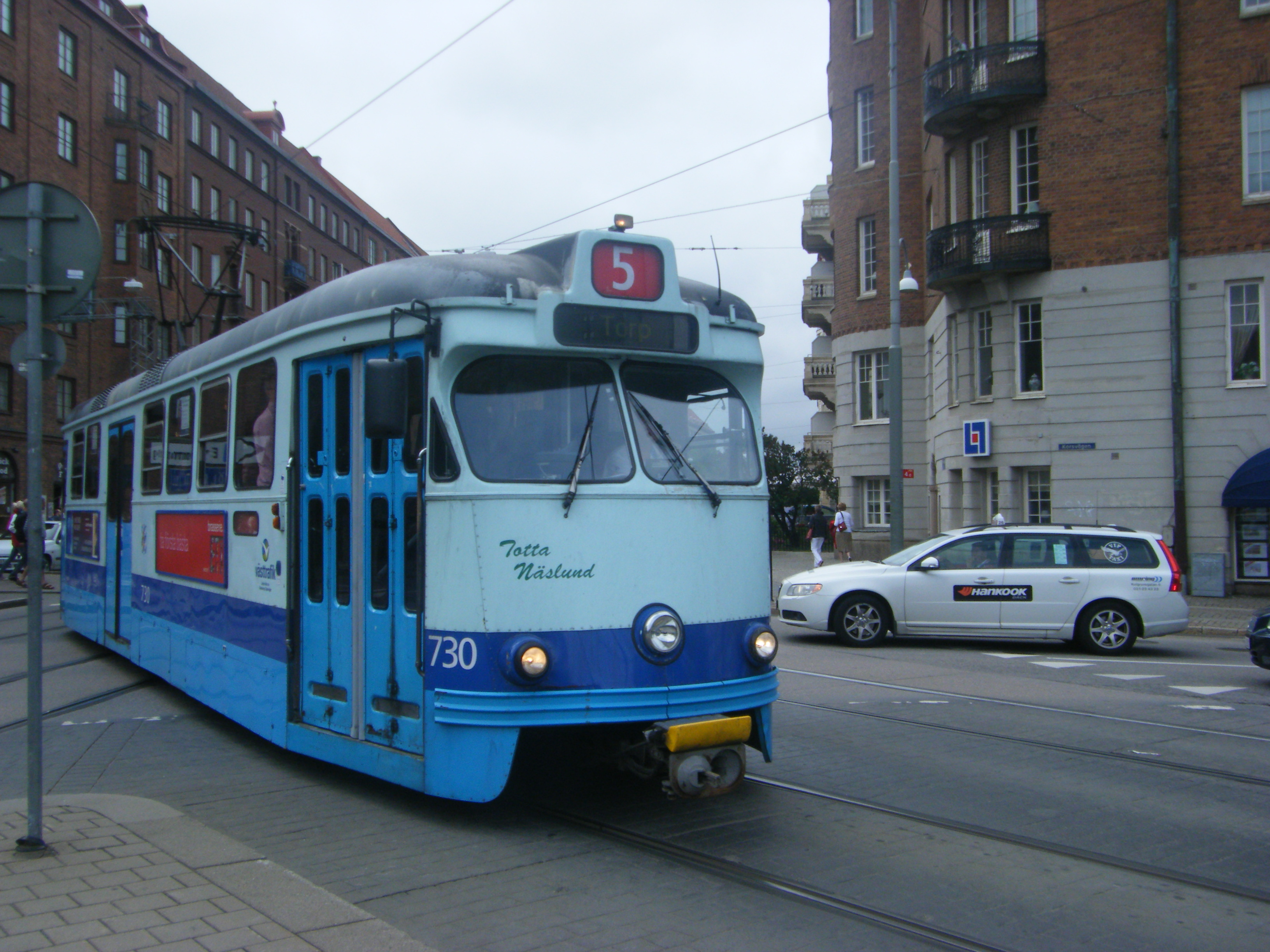
Spårvagn passerar Korsvägen i centrala Göteborg.

- I Uddevalla återfinns ena ändan av gamla UVHJ, Uddevalla-Vänersborg-Herrjunga Järnväg, som idag kallas Älvsborgsbanan Banan var öppnad för allmänheten i hela sin sträckning så tidigt som 1867. Ombyggd till normalspår 1899 och förstatligad 1940. Över denna bandel går sommartid X 2000-tåg från Stockholm till Uddevalla och Strömstad via Herrljunga på Västra stambanan.

- Uddevalla-Lelångens Järnväg, ULB, "Lelångenbanan" är en numera nedlagd järnväg. Den var smalspårig 891 mm och ungefär 100 km lång. Den gick 1895 - 1960 mellan Uddevalla och Bengtsfors i Dalsland. Därefter lades den ner norr om Bäckefors, och 1964 lades den ner helt.

- På Hisingen ligger en liten del av hamnbanan i Bohuslän, nämligen banans första del mellan Bohusbanan och Frihamnen. Även Göteborgs spårvägars hisingslinjer passerar genom Bohuslän på en kort sträcka mellan Göta älv och Kvillebäcken. En linje till Backa har länge varit på tal men har ännu inte förverkligats.

Samtliga järnvägar i landskapet är enkelspåriga. Spårvägens sträckning på Hisingen har dubbelspår (liksom i resten av spårvägsnätet i Göteborg).

## Befolkning

### Demografi
Bohusläningar kallades av invånarna i grannskapet för baggar, ett vedernamn som annars användes som öknamn om norrmän, och som alltså levde vidare efter att Bohuslän blivit svenskt.
De som bodde norr om Lysekil kallades nolhottar eller havrepinnar. Bohusläningar som bodde söder om Lysekil kallades bönepungar.

#### Tätorter
| - Aröd och Timmervik - Bohus-Björkö - Bovallstrand - Brastad - Dingle - Fiskebäckskil - Fjällbacka - Grebbestad - Grundsund - Göteborg (delvis) - Hamburgsund | - Hedekas - Henån - Hunnebostrand - Hällevadsholm - Hönö-Öckerö - Höviksnäs - Jörlanda - Kode - Kungshamn - Kungälv - Ljungskile | - Lysekil - Marstrand - Munkedal - Rönnäng - Skärhamn - Stenungsund - Stora Höga - Strömstad - Svanesund - Tanumshede - Uddevalla |

### Religion

#### Kristendomens införande

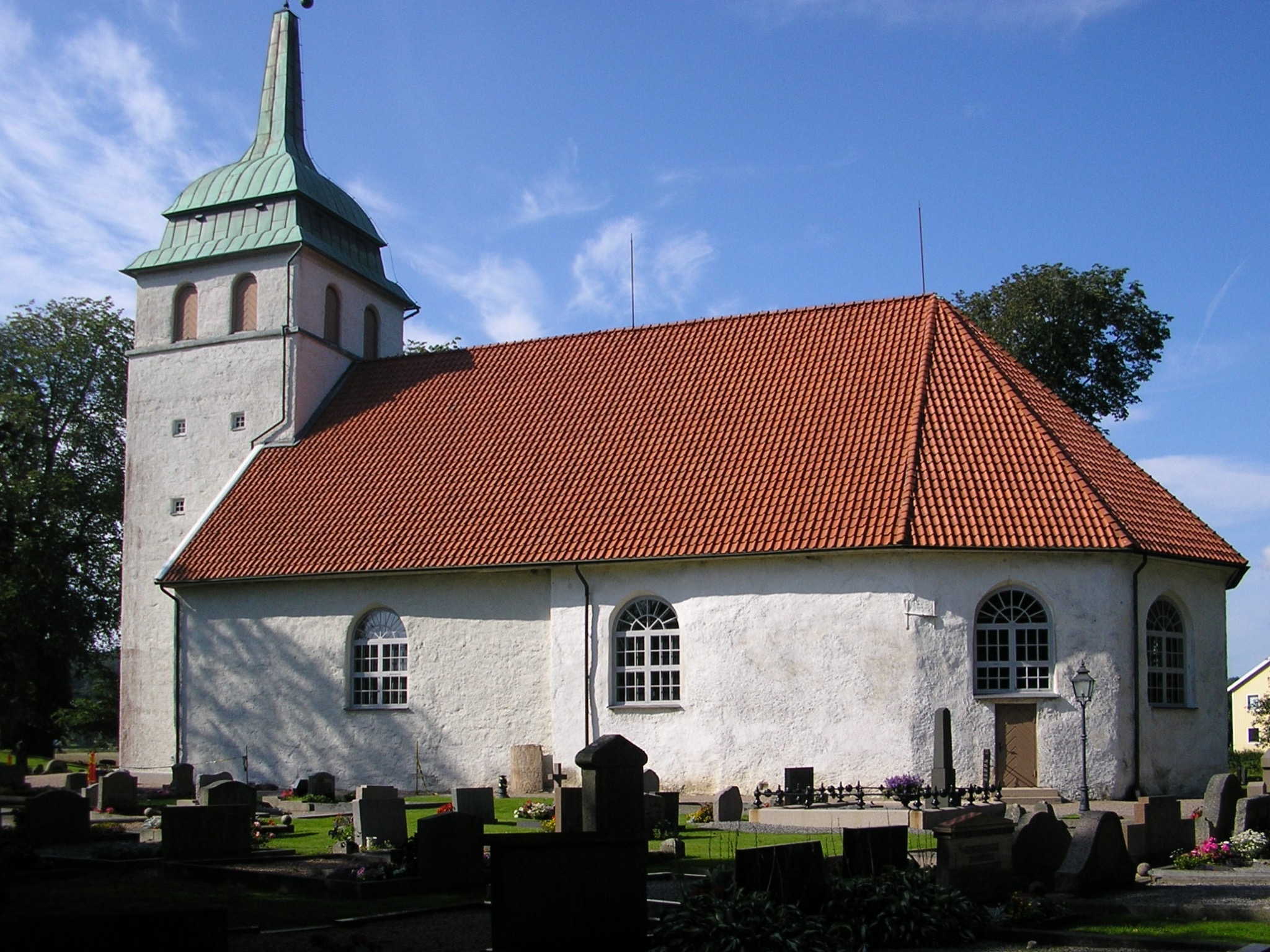
Bro kyrka i Brodalen är till sina äldsta delar från 1200-talet.

Om man utgår från att gränsen mellan forntid och medeltid i stora delar av övriga Europa går vid cirka år 475, bland annat därför att det romerska riket då upphörde, så blir den "nordiska" motsvarigheten vikingatidens slut, cirka 1050. Andra halvan av 800-talet anses vara startpunkten för kristendomens införande i nuvarande Danmark, Norge och Bohuslän, sannolikt i den ordningen. Harald Gormsson Blåtand var kung av Danmark 958 – cirka 986 och sade sig ha kristnat hela Danmark. Danelagen, dvs norra och östra England stod ca 876 till 954 under nordgermanska (främst danska, daner, därav namnet) herrars överhöghet varför nordiska hövdingar var väl förtrogna med kristendomen.